# Владимирский собор (Воронеж)
Храм Святого Владимира (Владимирский собор) — утраченный православный храм в Воронеже, находившийся на окраине Новоконной площади, выходя на улицу Лесных дворов (ныне Кольцовская). Был построен в 1896—1909 годах в честь 900-летия крещения Руси и освящён во имя святого равноапостольного князя Владимира. В 1931 году храм был снесён властями, ныне его место занимает сквер.

## История
Первое упоминание о церкви относится к 1888 году — именно тогда было решено возвести его в честь 900-летия крещения Руси. По инициативе епископа воронежского Вениамина (Смирнова) 30 июня 1888 года Городская дума приняла решение о строительстве храма. Архитектура церкви — русско-византийский стиль, наиболее известным образчиком которого является храм Христа Спасителя в Москве. Храм не имел статуса собора, однако зачастую так назывался из-за своей монументальности.
После окончания празднеств в честь крещения Руси, епархия несколько охладела к строительству нового храма, и лишь с приходом в 1890 году нового епископа воронежского Анастасия работа вновь закипела. Окончательное место для возведения храма было выбрано в 1894 году. В том же году создали «Комитет по возведению храма святого Владимира», членами которого являлись городской голова И. В. Титов, купцы Н. А. Клочков, Н. В. Иншаков, городской архитектор А. М. Баранов. Архитектор Баранов (1843—1911) занимался каждодневными делами стройки и являлся ответчиком за неё. Изначально строительство храма планировалось близ Новоконной площади, но при рытье котлована было обнаружено два полуразрушенных колодца (глубиной до 64 м), поэтому для безопасности стройку отодвинули к улице Лесных дворов, заняв при этом её тротуар. Также под строительство храма могли отдать земли, где сейчас располагаются Кольцовский сквер или стадион «Труд» (прежнее название Сенная площадь), но выбор пал на улицу Лесных дворов.

Работы по возведению храма начались 1896 году; 30 июля этого года епископ Анастасий провёл богослужение и освятил место застройки. Епископ произнёс следующие слова в тот день: 
Мы являемся сюда, чтобы произвести закладку храма в честь св. равноапостольного князя Владимира с приделами в память первоучителей словенских св. Мефодия и Кирилла и св. благоверного Великого князя Александра Невского, чтобы таким образом не только увековечить память о чествовании важнейшего в истории России события — 900-летия Крещения русского народа, но и внушить каждому верующему, что это важнейшее событие обязано своим происхождением доброму изволению св. равноапостольного князя Владимира, что оно подготовлено проповедническими трудами святых братьев — Мефодия и Кирилла, которые гораздо раньше огласили братьев наших славян проповедью св. Евангелия на родном для них языке, славянском, что благодаря Святому Крещению и вере православной Россия со времен Крещения более и более укрепляется, развивается и достигла настоящего своего могущества, что это укрепление и развитие совершается под державою наших православных князей и царей, к числу которых принадлежит прославляемый церковью св. благоверный Великий князь Александр Невский, Небесный покровитель России и наших благочестивых монархов.

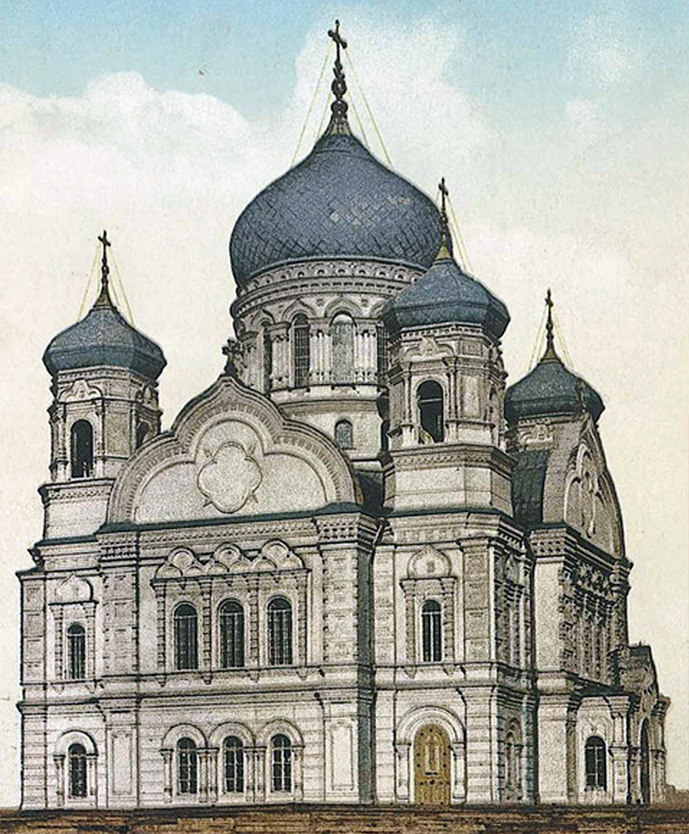

Архитектором здания являлся Александр Антонович Кюи, ученик Константина Тона. Размах строительства был колоссальным по тем временам, поэтому денежные средства изыскивались из разных источников — пожертвования священников епархии и простых жителей, отчисления Митрофановкого монастыря, пожертвования состоятельных людей (купец Зубов отдал 20 тысяч рублей на строительство, за что его должны были похоронить у храма). В «Воронежских губернских ведомостей» выходил отчёт о строительстве храма, а также публиковался список влиятельных лиц, пожертвовавших крупные суммы денег. Рядом со стройкой разместили временную деревянную часовню. В 1909 году строительство было окончено. Владимирский храм имел пять глав, великолепный лепной фасад. Размер церкви 36 на 32 метра.
После строительства велись отделочные работы до 1918 года. В этом году в Лазареву субботу Владимирский храм был освящён архиепископом Тихоном (Никаноровым). Стройка была завершена уже под надзором епархиального архитектора Ивана Николаевича Афанасьева (1859 — ?), так как Александр Кюи умер в 1909 году, архитектор А. Баранов в 1911, а епископ Анастасий в 1913 году.

В том же 1918 году едва только открылся Владимирский собор и были проведены первые богослужения всё имущество храма было изъято коммунистами. В 1930 году храм использовали как зернохранилище. 10 мая 1931 года по решению исполкома Центрально-Чернозёмной области Владимирский храм подлежал сносу. Мотивацией такому решению послужило якобы наличие трещин в здании и опасение его разрушения (документально это не подтверждено). Летом 1931 года с помощью динамита храм был взорван; в окрестных домах при этих взрывах вылетели оконные стекла. Воронежская газета «Коммуна» так прокомментировала решение городской власти об использовании пустыря на месте Владимирского храма: 
Сквер на месте собора — это хорошо. Решение треста зеленого строительства заложить обширный сквер на месте снесенной церкви князя Владимира встречено рабочими с большим удовлетворением.
 Этот парк, под названием Комсомольский, существует и сейчас. В 2009 году его полностью реконструировали.
В настоящее время рядом с Комсомольским парком строится храм в честь Рождества Христова как память об утраченном соборе, а новый Благовещенский собор по своей архитектуре напоминает утраченный Владимирский храм.